# 아카기 토모히로
아카기 토모히로(일본어: 赤木 智弘, 1975년 8월 6일~)는 일본의 프리라이터다.

## 생애
아사히신문출판의 월간지 『논좌』 2007년 1월호 "현대의 빈곤" 특집에 「마루야마 마사오를 두들겨패고 싶다 ― 31세 프리터. 희망은 전쟁.」(「丸山眞男」をひっぱたきたい--31歳、フリーター。希望は、戦争。)이라는 제목으로 기고했다. 해당 글은 같은 해 10월 출판된 『젊은이를 죽게 내버려두는 나라: 나를 전쟁으로 돌리는 것은 무엇인가』(若者を見殺しにする国 私を戦争に向かわせるものは何か, ISBN 978-4902465129)에도 수록되어 있고, 아카기의 개인 웹사이트에도 공개되어 있다.
이 글은 당시 프리터로서 저임금노동을 하던 아카기가 저술한 사회론으로서, 포스트 버블세대, 취직빙하기 세대에게 「평화로운 사회」에서는 세상의 이해도 얻을 수 없는 굴욕에 시달리는 삶이 계속될 것이며, 만족스러운 사람들에게 전쟁은 비참한 것이지만 잃을 것이 없는 자신들에게는 오히려 기회가 된다는 주장을 했다. 제목에도 언급된 마루야마 마사오는 2차대전 중 육군에 징병되어 이등병이 되었을 때 상등병에게 학대를 당했다. 아카기는 이것을 전쟁을 통해 기존의 서열이 무너진 사례로 들면서, 무학인 상등병도 도쿄 대학을 졸업한 마루야마를 두들겨팰 수 있던 전쟁 상황이 자신들의 희망의 빛이라고 주장한 것이다.
아카기의 주장은 당시 주목을 받아 다양한 반응을 불러일으켰다. 『논좌』 4월호에서 사타카 마코토, 후쿠시마 미즈호, 사이토 다카오, 와카마쓰 고지, 모리 다쓰야, 가마타 사토시 등이 아카기를 비판했고, 6월호에서 아카기의 재반박이 이루어졌다.